# Франц Ксавер Дангубер
Франц Ксавер Дангубер (нім. Franz Xaver Danhuber; 27 січня 1891, Гарс — 4 жовтня 1960, Гамбург) — німецький льотчик-ас, лейтенант Імперської армії.

## Біографія
Учасник Першої світової війни. Перші польоти здійснив у складі 6-ї бомбардувальної ескадри Верховного командування сухопутних військ, пізніше був визначений в 25-ту охоронну ескадрилью. 1 липня 1917 року отримав призначення в 26-ту винищувальну ескадрилью. 18 жовтня отримав бойове поранення в руку, був направлений на лікування. 7 листопада повернувся в дію і призначений в баварську 79-ту винищувальну ескадрилью, через місяць став її командиром. 11 лютого 1918 року пережив авіакатастрофу під час випробувального польоту на літаку Pfalz D.IIIa, отримавши численні травми. Перебував на лікуванні кілька місяців, після чого повернувся на посаду командира своєї ескадрильї.
Всього за час бойових дій здобув 11 перемог.

## Нагороди
- Залізний хрест 2-го і 1-го класу
- Нагрудний знак військового пілота (Баварія)
- Королівський орден дому Гогенцоллернів, лицарський хрест з мечами
- Нагрудний знак «За поранення» в чорному
- Почесний хрест ветерана війни з мечами